# King's Cross (Londres)
King's Cross é um distrito no borough de Camden, na Região de Londres, na Inglaterra. Neste distrito encontra-se a estação de King's Cross de trens.